# Prehistoric Park – Aussterben war gestern
Prehistoric Park – Aussterben war gestern ist eine sechsteilige Fernsehserie im Stil einer Dokumentation der 3D-Animationsschmiede Impossible Pictures.
Die Sendung wird im englischen Original von David Jason erzählt und durch Nigel Marven verkörpert. Das Leitmotiv der Serie ist, dass Nigel durch ein Zeitportal in verschiedene erdgeschichtliche Epochen zurückreist, um dort lebende Exemplare ausgestorbener Tiere einzufangen, sie in die Gegenwart zu holen und sie in einem Wildreservat unterzubringen, dem sogenannten Prehistoric Park, um ihnen dort eine Chance zu geben, weiterzuleben. Der Prehistoric Park ist ein riesiges Areal zwischen Gebirge und Meer mit vielen verschiedenen Lebensräumen. Der Grund für die Wahl dieses Geländes ist, dass Ausbrüche frühzeitig durch das Gebirge bzw. das Meer gestoppt werden. Außerdem gibt es für beinahe jedes Tier den passenden Lebensraum.

## Hauptcharaktere
- Nigel Marven (als er selbst) – verantwortlich für das Reisen in die Urzeit, um die Tiere einzufangen und durch das Zeitportal zu bringen. Normalerweise von sich selbst gespielt, manchmal auch von Jamie Campbell
- Bob (Rod Arthur) – der Parkverwalter, beispielsweise verantwortlich für den Bau von Gehegen
- Suzanne McNabb (als sie selbst) – die Tierärztin des Parks
- Saba Douglas-Hamilton (als sie selbst) – eine Großkatzenspezialistin, die Nigel mit in das prähistorische Südamerika in Episode 4 nimmt, um ein Smilodon zu fangen.

## Episoden
- Episode 1: Der T-Rex kehrt zurück Nigel reist in die Zeit vor 65 Millionen Jahren zurück, um im prähistorischen Montana einen Tyrannosaurus vor dem Aussterben zu retten. Er bringt zwei Tyrannosaurier-Babys durch das Portal. Außerdem holt er einen jungen männlichen Triceratops und eine Herde straußenartiger Ornithomimus in die Gegenwart.
- Episode 2: Ein Mammutunterfangen Nigel reist zurück zum Ende der Eiszeit vor 10.000 Jahren, um eines der letzten Mammuts zu retten. Er schafft es, ein verletztes Mammut gesund zu pflegen und vor den Eiszeit-Jägern zu schützen, so dass es durch das Portal gehen kann. Das Mammut kommt später mit einer Elefantenherde zusammen. Außerdem kann er auf einer weiteren Reise 150.000 Jahre in die Vergangenheit ein Elasmotherium retten.
- Episode 3: Flugsaurier Nigel reist zurück in das vorgeschichtliche China der frühen Kreidezeit vor 125 Millionen Jahren. Er will einen Microraptor in den Park bringen. Er schafft es, vier Exemplare zu retten. Außerdem, zur bösen Überraschung Parkverwalter Bobs, bringt Nigel noch eine Herde von Titanosauriern mit in den Park.
- Episode 4: Säbelzahnkatze Nigel reist eine Million Jahre zurück, in das prähistorische Südamerika, um ein Smilodon zu fangen. Er schafft es, zwei Exemplare (ein männliches und ein weibliches), in die Gegenwart zu holen. Außerdem bringt er den Terrorvogel Phorusrhacos mit.
- Episode 5: Das Insektenhaus Nigel reist zurück in das Karbon vor 300 Millionen Jahren, um auf dem heutigen Gebiet Schottlands eine Riesenlibelle der Art Meganeura in die Gegenwart zu holen. Außerdem bringt er einen Riesenskorpion und einen Arthropleura mit in den Park.
- Episode 6: Riesenkrokodil Nigel will das Riesenkrokodil Deinosuchus für den Park finden. Dazu reist er 75 Millionen Jahre zurück in die Vergangenheit Nordamerikas, in das urzeitliche Texas. Er kann ein ausgewachsenes Exemplar retten. Außerdem bringt er eher unabsichtlich (und zum Leidwesen Bobs) ein Troodon mit in die Gegenwart.

## Ausstrahlung
Die Erstausstrahlung erfolgte ab 22. Juli bzw. am 29. Oktober 2006 bei ITV bzw. Animal Planet.
ProSieben zeigte die erste Folge am 23. Dezember 2007 ab 19:00 Uhr. Diese wurde von nur 1,53 Millionen Zuschauern gesehen, wobei der Marktanteil in der werberelevanten Zielgruppe bei 10,6 Prozent lag. Auch die zweite Folge, die an Heiligabend gesendet wurde, erreichte nur 0,68 Millionen, einen Tag später 1,1 Millionen, am folgenden Tag 1,47 Millionen Zuschauer. Die Serie wurde bis zum 1. Januar 2008 gesendet.

## Kritik
Die Serie hält sich größtenteils an wissenschaftlich belegte Fakten, was zum Beispiel die Körpergröße der Tiere angeht. Allerdings werden noch nicht belegte Vermutungen als Tatsachen dargestellt. So wird zum Beispiel dem Microraptor die Fähigkeit des Gleitfluges unterstellt, was in Fachkreisen immer noch umstritten ist.